# Club Nautico Versilia
Il Club Nautico Versilia è un circolo sportivo e ricreativo nato a Viareggio nel 1957. 

## La storia

### Le origini
Il 7 novembre 1957 presso l'azienda Autonoma Riviera della Versilia, fu fatta la Costituzione di Associazione del Club Nautico Versilia composta da ventisei pagine e firmata da 18 fondatori tra cui: industriali, armatori, costruttori navali, commercianti, ingegneri, artigiani.
Il club nasce non solo con l'intenzione di dedicarsi alle attività sportive come la vela, la pesca sportiva, la motonautica, lo sci acquatico, il canottaggio e il nuoto; ma, dopo il boom economico di fine anni cinquanta, Viareggio ed in particolar modo i firmatari e fondatori del Club Nautico Versilia hanno intenzione di rinnovarsi e di non dedicarsi più all'esclusiva costruzione di pescherecci, dragamine, vedette e siluranti, ma videro la possibilità di ampliare il loro asse di commercio a lavori più "grandi" e meglio retribuiti come gli yacht e le barche a vela. Di qui a poco i 18 soci che firmarono l'Atto Costituzionale videro il loro numero aumentare sempre più grazie a vari altri innesti di illustri figure imprenditoriali del panorama Versiliese.
Nel 1959 viene inaugurata la nuova ed attuale sede in Piazza Palombari dell'Artiglio a Viareggio coordinate (43° 51'.81 N-10° 14'.01 E). Nello stesso edificio si trovano anche la sede della Lega Navale Italiana e la sede della Società Velica Viareggina. Al piano terra c'è l'ufficio della segreteria e quello del nostromo di banchina. Al primo piano si svolgono le riunioni e le varie attività sociali. Il tutto è coronato con una zona ristorante al secondo piano adibita anche essa ai soli soci.

### I soci presidenti
- Bracci Torsi Henry
- Furrer Franz
- Migliorini Mario
- Santoro Ernesto
- Migliorini Renzo
- Brunetti Roberto
- Pardini Carlo
- Billi Claudio
- Landucci Federigo
- Righi Roberto
- Brunetti Roberto

## Le attività sportive

### La motonautica
Il 14 luglio 1962 prende il via a Viareggio la prima gara internazionale d'altura (offshore), la Viareggio-Bastia-Viareggio. I soci del Club Nautico Versilia strinsero un gemellaggio con la città della Corsica e diedero vita a quello che per trent'anni è stato il trofeo più ambito per un qualsiasi pilota di categoria. La VBV il cui trofeo era "L'Elica d'oro", era infatti valevole per il campionato Mondiale Offshore Classe 1. Al termine di ogni edizione i partecipanti si ritrovavano al Club Nautico per le premiazioni la festa e il ballo di "arrivo".
Con L'avvento dei catamarani le gare come la VBV destinate ai soli motoscafi offshore persero il loro appeal internazionale e così il regolamento della regata subì numerose modifiche fino a permettere di gareggiare ai soli catamarani di classe 1 OFFSHORE. Nel 1992 si svolse l'ultima edizione.
A luglio del 2016 il Club Nautico in collaborazione con Assonautica Lucca-Versilia ed il Centro Studi in Mare ha voluto organizzare il primo raduno di barche offshore d'epoca (VBV Legend) rimettendo così in scena quella manifestazione che fino a 13 anni prima aveva fatto la storia della zona e non solo.

### La vela
Contemporaneamente alle gare motonautiche, il Club Nautico Versilia cominciò, subito dopo la sua fondazione, ad organizzare regate veliche. nei suoi 50 anni di storia ricordiamo numerose di queste competizioni tra le quali; il Trofeo Vela d'Oro, la Coppa Carnevale, la Coppa Ammiraglio Francese, i Campionati Primaverili, le Regate dei Circoli Nautici dell'Alto Tirreno, la Regata Longa e il Raduno di Vele d'Epoca (in collaborazione con l'Associazione Vele Storiche Viareggio).

#### Trofeo Vela d'Oro
È la seconda regata velica del dopoguerra (dopo la Giraglia), nata nel 1968 è ancora oggi una manifestazione a livello internazionale. Il percorso delle imbarcazioni è Viareggio-Bastia-Livorno o viceversa (ad anni alterni). La manifestazione si svolge tutt'oggi.

#### Coppa Carnevale
Nata nel 1974 si svolge appunto durante il periodo del Carnevale di Viareggio. Nel 1991 alcuni skipper partecipanti alla regata decisero di correre con gli equipaggi mascherati per portare la festa anche sul mare.

#### Coppa Ammiraglio Francese
Iniziata nel 1996, è un evento in memoria dell'ammiraglio Giuseppe Francese, sostenuto dalle capitanerie di Viareggio, Livorno, Carrara e La Spezia. Il percorso costiero vede interessate Viareggio, Marina di Pisa, Ship Light (Livorno) e l'Isola del Tino.

#### Regate dei circoli dell'Alto Tirreno
Nel 1992 con la collaborazione dei circoli nautici di La Spezia e Livorno e nel 1993, anno in cui era presente anche il circolo di Bastia, vennero organizzate le regate dell'Alto Tirreno.

#### Raduno di Vele d'Epoca
Nata nel 2005 in collaborazione con l'Associazione Vele Storiche Viareggio che ha sede nel Club Nautico, è la prima regata di vele d'epoca. Durante la prima edizione parteciparono 32 imbarcazioni ormeggiate nelle banchine del Club e sin da questo primo Raduno viareggino, fu lanciata con successo l'iniziativa "benvenuti a bordo" grazie alla quale gli armatori e gli equipaggi mostrano i segreti delle proprie imbarcazioni ai vari appassionati o curiosi che decidono di visitarle.

#### La VBV Trofeo Angelo Moratti
Dal 2022 si svolge la Viareggio-Bastia-Viareggio Trofeo Angelo Moratti, regata velica, più ecosostenibile, sotto l'egida della Federazione Italiana Vela.